# 機動戦士ガンダム G-STRATEGY
機動戦士ガンダム G-STRATEGY（きどうせんしガンダム ジーストラテジー）は、ホビージャパンから発行されていたゲームぎゃざ（現GAME JAPAN）で連載されていた、ORGによる読者参加型ゲーム。RPGマガジン時代から続く一連のガンダム読者参加型ゲームの3作目にあたる。

## 概要
ゲームマスターは和栗あきら。宇宙世紀の歴史から結果がある程度予想できた過去2作品の反省を踏まえ、大幅に自由度がアップしている（ギレンの野望などと同様、ガンダム世界での歴史のIFとなる）。独立部隊システムや戦略オプション等、プレイヤーが一兵士であると同時に、軍上層部のようにゲームに関わることができた。

## システム

### 独立部隊
一部ネットで盛んだった、プレイヤー有志が集まった非公認のコミュニティを今作ではシステムとして採用している。一定以上の人数などをクリアすると公認の独立部隊と認定され、独自作戦の提案権などが与えられた。特に優秀な作戦は紙面で採用され、通常の作戦と同じように一般プレイヤーが参加できた。ただし紙面に載せる都合上、スケジュール的にかなり厳しかったようである。

### 戦略オプション
軍上層部が決める戦略部分をプレイヤーの投票によって決定するシステム。10個の提案の中から、賛成には○、反対には×をそれぞれ書き、集計後上位のオプションが採用される。少佐以上の階級だと、通常オプション1つに対し1票で処理されるところを指揮値と同じ値の票を投票できる。上位階級の発言権を再現したシステムである。独立部隊作戦と同じく、プレイヤーからの内容提案もできた。
プレイヤーの意向が反映されるのは画期的なシステムであるが、新型機支給など目先のボーナスに気を取られ、大局的な視点に立てないプレイヤーも少なからずいたようで、それによって戦略が迷走した軍（特に多くのガンダムタイプMSが揃っているZ〜ZZ時代の地球連邦軍）もあったようだ。
逆に言えば大局的な物の見方ができた陣営が勝利しやすいということでもあり、派手で高コストMSの獲得より、現行機の改修や強化、補給の充実などを優先することのほうが全体的な戦力の強化へとつながったり、政治的な取引や戦闘の落としどころまで考慮することが可能だったともいえる。
それが顕著に現れたのは最終回においてであり、選択面で失策を繰り返した地球連邦の敗退と相互に暗黙の連帯感を持ったエゥーゴとネオ・ジオンの地球圏分割支配という判定へとつながった。

### 特殊返信
一定の条件を満たした読者キャラクターには、通常の返送はがきにさらに特殊な結果が追加されてくる。
それは特殊な機体への搭乗権利（必ずしも優秀でない機体もある）や新しい能力の獲得、特殊な人物（アムロやハマーン、シャアなど）との遭遇であったり、
果てはドラマチック（？）な死亡通知であったりした。